# Powiat Nasu
Powiat Nasu (jap. 那須郡 Nasu-gun) – powiat w Japonii, w prefekturze Tochigi. W 2024 roku liczył 37 363 mieszkańców.

## Miejscowości
- Nakagawa
- Nasu